# Brassica tyrrhena
Brassica tyrrhena là một loài thực vật có hoa trong họ Cải. Loài này được Giotta, Piccitto & Arrigoni mô tả khoa học đầu tiên năm 2002.